# Дронеро
Дронеро (итал. Dronero) је насеље у Италији у округу Кунео, региону Пијемонт.
Према процени из 2011. у насељу је живело 5454 становника. Насеље се налази на надморској висини од 599 м.

## Становништво
| 1936. | 1951. | 1961. | 1971. | 1981. | 1991. | 2001. | 2011. |
| ----- | ----- | ----- | ----- | ----- | ----- | ----- | ----- |
| 6.493 | 6.615 | 6.670 | 7.107 | 7.124 | 6.969 | 7.012 | 7.205 |